# Гош, Юрген
Юрген Гош (нем. Jürgen Gosch; 9 сентября 1943, Котбус — 11 июня 2009, Берлин) — немецкий театральный режиссёр.

## Биография
Юность и творческое становление Юргена Гоша проходили в ГДР. Он обучался в Академии драматического искусства имени Эрнста Буша в Берлине. После периода работы в театре Landestheater Parchim, где он исполнил роль Войцека по одноимённой пьесе Георга Бюхнера в постановке Фрица Марквардта Юрген Гош переезжает в Потсдам, где состоялся его дебют как театрального режиссёра.
В 1978 году Юрген Гош почувствовал притеснения со стороны государства: постановку по пьесе Георга Бюхнера «Leonce und Lena», осуществлённую им на сцене театра Volksbühne Berlin запретили. Он был вынужден эмигрировать в ФРГ.
Юрген Гош умер в Берлине 11 июня 2009 года от ракового заболевания и был похоронен на Доротеенштадтском кладбище.

## Постановки в театре
- «Дядя Ваня» А. П. Чехова на сцене «Немецкого театра» (Deutsches Theater)
- «Чайка» А. П. Чехова в театре «Народная сцена» (Volksbühne[нем.])[1]
- «Бог резни» (Цюрих, 2007 год)